# Tonka (film)
Tonka è un film del 1997 scritto e diretto da Jean-Hugues Anglade, alla sua prima, e fino ad ora unica, esperienza dietro la macchina da presa.

## Trama
Un atleta francese, ormai giunto inesorabilmente alla fine della propria carriera, si imbatte casualmente, sulla pista d'atterraggio di un aeroporto, in una ragazza indiana di nome Tonka Soobrayen, dal carattere brusco ed insolente ma dotata di un sorprendente talento atletico. L'atleta, resosi conto delle potenzialità della ragazza, decide di allenarla per farla divenire una campionessa, convinto di riuscire così a risollevare la propria reputazione. Col passar del tempo, i due finiranno per innamorarsi, ma stili di vita e obiettivi differenti metteranno a dura prova la loro complicata relazione.